# Carl Hocheder
Carl Hocheder (Weiherhammer, 7 marzo 1854 – Monaco di Baviera, 21 gennaio 1917) è stato un architetto tedesco.

## Biografia
Carl Hocheder nacque a Weiherhammer presso Weiden in der Oberpfalz, figlio di un impiegato statale. Studiò architettura dal 1874 al 1878 presso la Technischen Hochschule München a Monaco. Fu assistente dell'architetto Friedrich von Thiersch.
Dal 1898 divenne professore alla Technischen Hochschule München. Accanto a Theodor Fischer e Hans Grässel Carl Hocheder è l'architetto che più influenzò lo stile di Monaco attorno alla fine del secolo creando il proprio stile Münchener Barock anche detto Hocheder-Barock cioè neobarocco Monacense.

## Costruzioni
- 1889–1890: Scuola in via Bergmannstraße a Monaco
- 1890–1893: Chiesa parrocchiale St. Jakobus Major (der Ältere) a Mitterteich
- 1891: Rot-Kreuz-Spital an der Nymphenburgerstraße a Monaco
- 1892–1894: Armenversorgungshaus St. Martin a Monaco
- 1894: Cortile parrocchiale presso la via Giesinger Straße a Monaco
- 1894–1896: Scuola in via Columbusstraße a Monaco
- 1895: Turbinenhaus an der Maximiliansbrücke a Monaco
- 1895–1898: Ampliamento del Muffatwerk a Monaco
- 1897–1899: Scuola in via Stielerstraße a Monaco
- 1897–1901: Müller'sches Volksbad a Monaco
- 1902–1904: Hauptfeuerwache in der Blumenstraße a Monaco
- 1903–1904: Chiesa evangelica Himmelfahrtskirche a Pasing
- 1904–1906: Piscina in Hermannstadt in Romania
- 1905–1913: Ministero del trasporto a Monaco
- 1907: Municipio di Bolzano (assieme a Wilhelm Kürschner)
- 1907–1909: Schloss Hirschberg am Haarsee presso Weilheim in Oberbayern
- 1907–1910: Pischina a Bankja, Sofia, Bulgaria
- 1910–1913: Schloss Neuegling a Murnau-Neuegling
- Gustav-von-Schlör-Denkmal a Weiden in der Oberpfalz (Marmorbüste von Bildhauer Theodor Haf)

## Galleria d'immagini

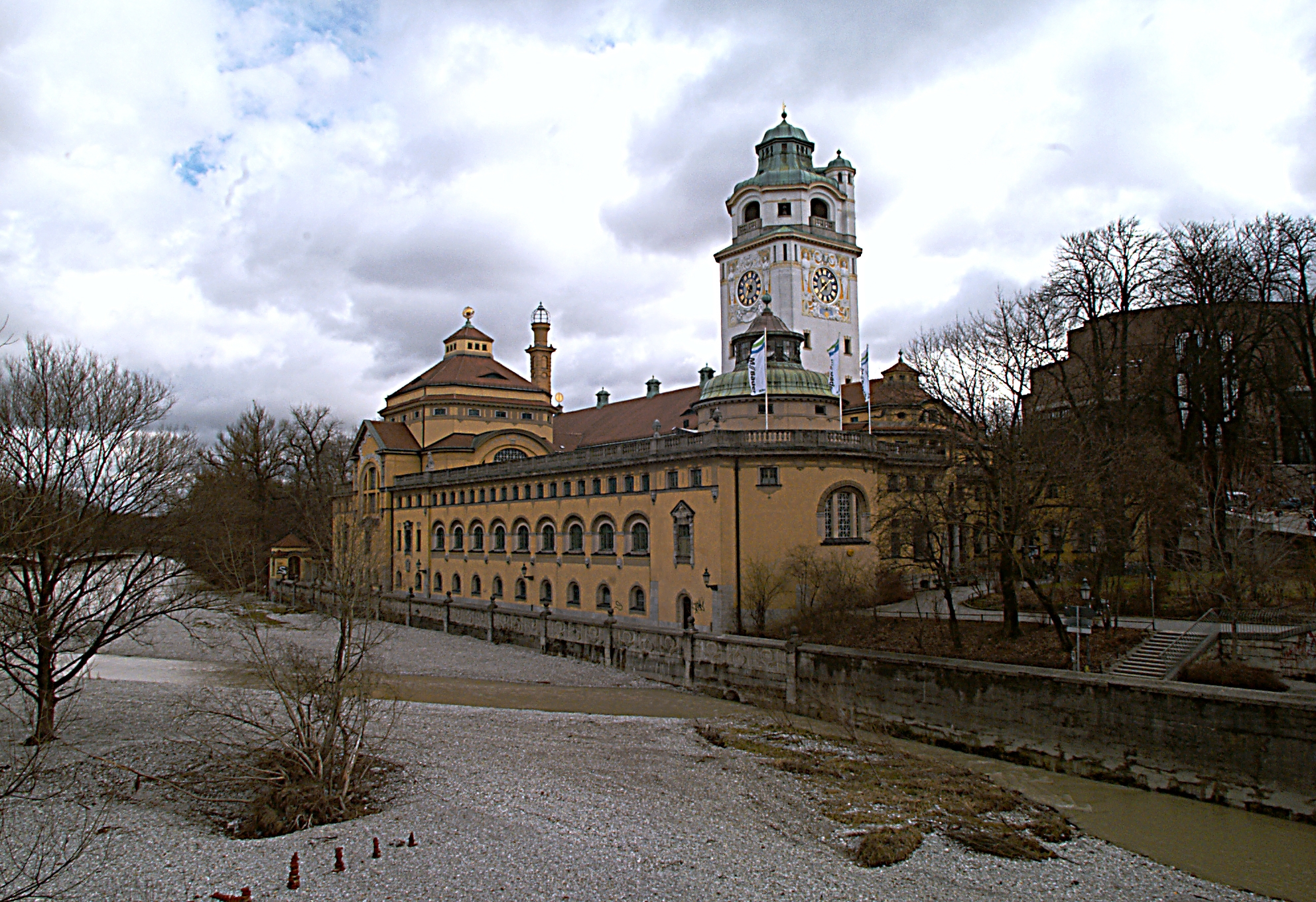
Karl Müllersches Volksbad
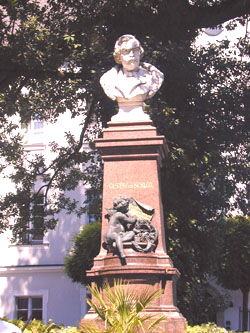
Gustav-von-Schlör-Denkmal in Weiden
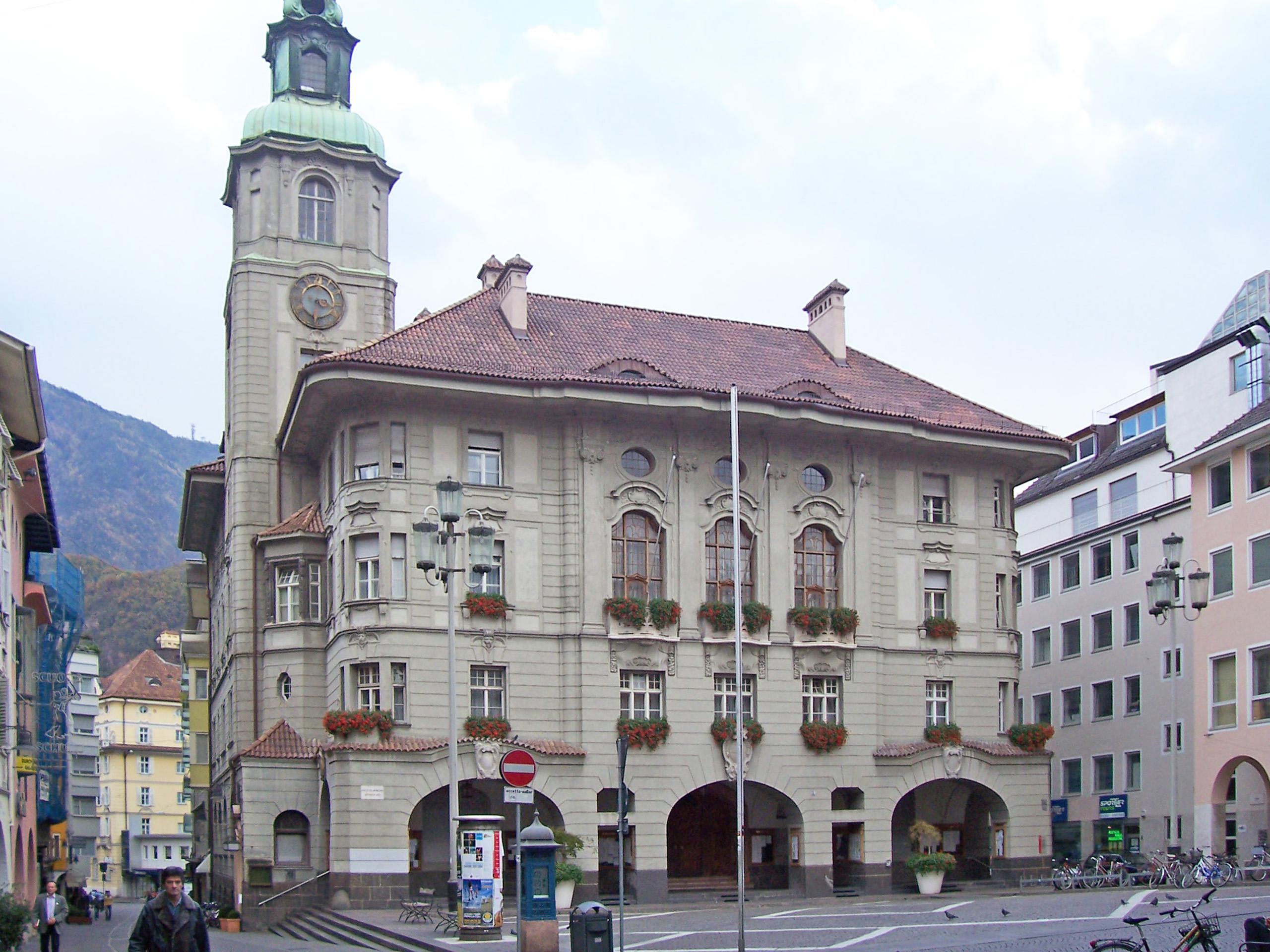
Municipio a Bolzano